# Mount Jetté
Mount Jetté är ett berg i Kanada.   Det ligger i provinsen British Columbia, i den västra delen av landet, 4 400 km väster om huvudstaden Ottawa. Toppen på Mount Jetté är 2 507 meter över havet, eller 561 meter över den omgivande terrängen. Bredden vid basen är 8,4 km.
Terrängen runt Mount Jetté är bergig söderut, men norrut är den kuperad. Trakten runt Mount Jetté är nära nog obefolkad, med mindre än två invånare per kvadratkilometer.. Det finns inga samhällen i närheten.
Trakten runt Mount Jetté är permanent täckt av is och snö.